# Ляньчжоу
Ляньчжоу (кит. спр. 连州市, піньїнь: Liánzhōu Shì) — місто-повіт в південнокитайській провінції Гуандун, складова міста Цін'юань.

## Географія
Ляньчжоу займає північ префектури, лежить на річці Ляньцзян.

### Клімат
Місто знаходиться у зоні, котра характеризується вологим субтропічним кліматом. Найтепліший місяць — липень із середньою температурою 28.9 °C (84 °F). Найхолодніший місяць — січень, із середньою температурою 9.4 °С (49 °F).
| Клімат Ляньчжоу         | Клімат Ляньчжоу | Клімат Ляньчжоу | Клімат Ляньчжоу | Клімат Ляньчжоу | Клімат Ляньчжоу | Клімат Ляньчжоу | Клімат Ляньчжоу | Клімат Ляньчжоу | Клімат Ляньчжоу | Клімат Ляньчжоу | Клімат Ляньчжоу | Клімат Ляньчжоу | Клімат Ляньчжоу |
| Показник                | Січ.            | Лют.            | Бер.            | Квіт.           | Трав.           | Черв.           | Лип.            | Серп.           | Вер.            | Жовт.           | Лист.           | Груд.           | Рік             |
| Абсолютний максимум, °C | 26              | 30              | 32              | 32              | 35              | 38              | 37              | 38              | 38              | 35              | 32              | 27              | 38              |
| Середній максимум, °C   | 14              | 14              | 19              | 23              | 28              | 31              | 33              | 33              | 31              | 26              | 21              | 17              | 24              |
| Середня температура, °C | 9               | 10              | 15              | 19              | 24              | 27              | 28              | 28              | 26              | 21              | 16              | 11              | 20              |
| Середній мінімум, °C    | 4               | 7               | 12              | 16              | 20              | 23              | 24              | 24              | 22              | 16              | 11              | 6               | 16              |
| Абсолютний мінімум, °C  | −5              | −2              | 2               | 6               | 12              | 17              | 21              | 20              | 10              | 5               | −1              | −2              | −5              |
| Норма опадів, мм        | 50              | 90              | 150             | 110             | 320             | 220             | 140             | 110             | 70              | 70              | 40              | 30              | 1460            |
| Днів з дощем            | 6               | 9               | 10              | 13              | 14              | 12              | 8               | 8               | 6               | 4               | 3               | 5               | 103             |
| Вологість повітря, %    | 71              | 77              | 81              | 81              | 82              | 84              | 79              | 79              | 78              | 75              | 76              | 74              | 78              |
| ----------------------- | --------------- | --------------- | --------------- | --------------- | --------------- | --------------- | --------------- | --------------- | --------------- | --------------- | --------------- | --------------- | --------------- |
| Джерело: Weatherbase    |                 |                 |                 |                 |                 |                 |                 |                 |                 |                 |                 |                 |                 |